# Новый Савинский
Новый Савинский — упразднённый посёлок в городском округе Магнитогорска Челябинской области России. В 2004 году включён в состав города и исключён из учётных данных.

## География
Находится в 10 км к северу от центра города Магнитогорска, на правом берегу реки Урал при впадении притока реки Малый Кизил. К северу городской посёлок Супряк.
Осевая улица — Красный Маяк.

## История
По данным на 1926 год хутор Ново-Савинский состоял из 67 хозяйств. В административном отношении входил в состав Верхне-Кизильского сельсовета Верхнеуральского района Троицкого округа Уральской области.
После упразднения уездно-губернского деления в Челябинской области: в Агаповском районе, затем посёлок в городском округе Магнитогорск, в 2004 году упразднён

## Население
| 1970 | 1977 | 1983 | 1995 | 2002 |
| ---- | ---- | ---- | ---- | ---- |
| 857  | ↘630 | ↘555 | ↘251 | ↗598 |

По переписи 1926 года на хуторе проживало 368 человек (179 мужчин и 189 женщин), в том числе русские составляли 100 % населения.

## Известные уроженцы, жители
- Емельянов, Дмитрий Иванович (1913—1976) — Герой Советского Союза.

## Достопримечательности
Памятная плита Героям Великой Отечественной войны

## Транспорт
Автобусное сообщение.